# عملية البذار

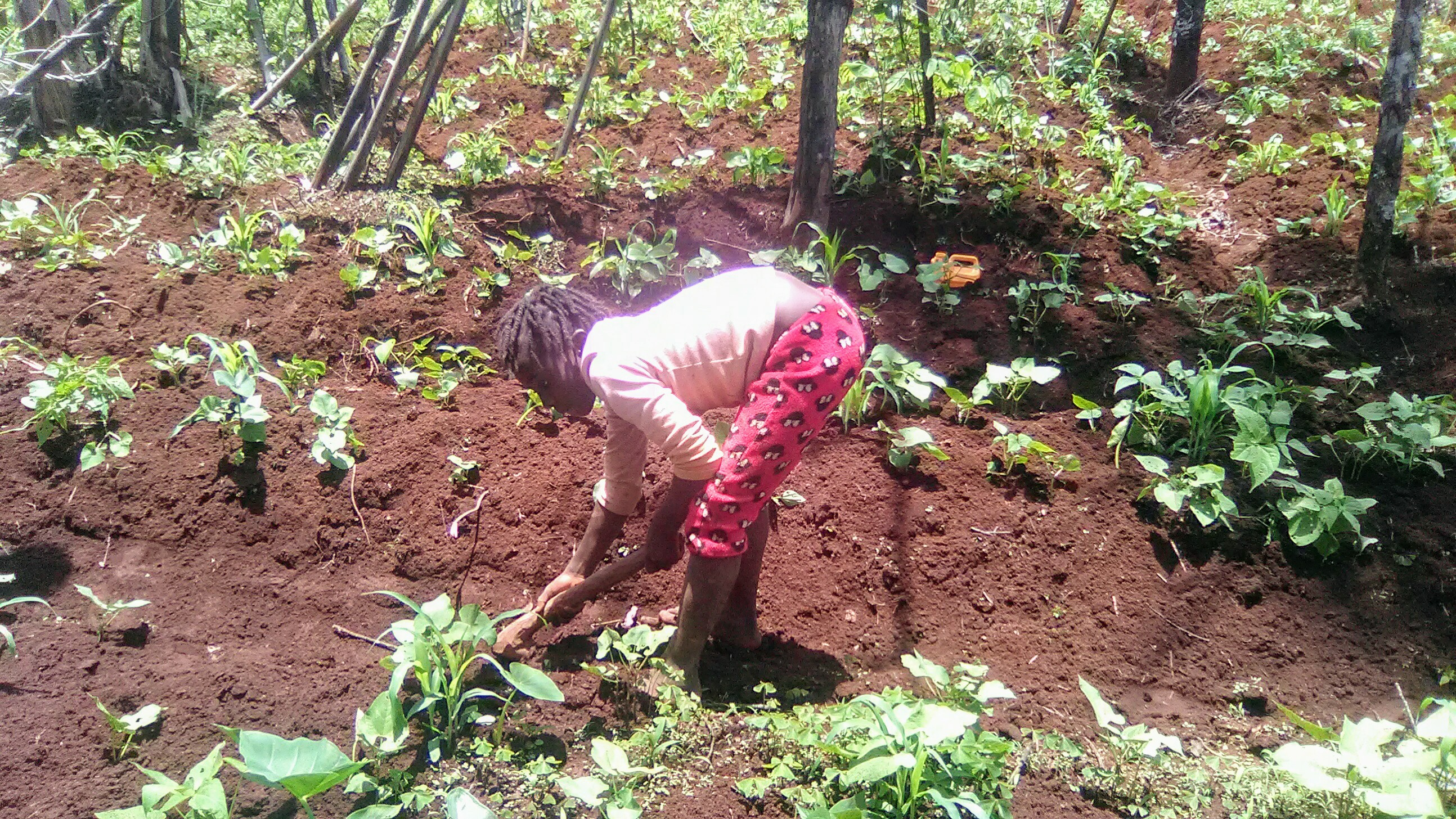

عملية البذار أو نثر البذار هي عملية وضع البذور في التربة بهدف نموها. تهدف عملية البذار إلى وضع البذار على عمق مناسب وبتوقيت مناسب بهدف تسهيل إنتاشها وظهورها فوق سطح التربة. يمكن القيام بعملية البذار يدويًا أو بواسطة آليات مثل البذارة.

## أنواع البذار المختلفة
تصنّف البذار إلى عدّة أنواع وفقًا لمحتواها الغذائيّ أو مكوّناتها الأخرى. تتضمّن هذه الأنواع:
1.   بذار المحاصيل البقوليّة التي تحتوي على البروتينات مثل الفول والعدس.
2.   بذار الحبوب التي تحتوي على الكربوهيدرات مثل القمح والشعير.
3.   بذار الأعلاف الخضراء لتغذية الحيوانات مثل البرسيم.
4.   بذار المحاصيل الجذريّة مثل الجزر.
5.   بذار المحاصيل الدرنيّة مثل البطاطا.
6.   بذار محاصيل الألياف مثل القطن.
7.   بذار محاصيل السكّر مثل الشوندر السكريّ.
8.   بذار المحاصيل الزيتيّة مثل السمسم وعبّاد الشمس.
9.   بذار المحاصيل الطبّيّة والعطريّة مثل اليانسون والكمون.

### تتنوّع طرق انتشار البذار لضمان بقائها، وأهمّها
ا- الطرائق الطبيعيّة، وتعتمد على الصفات الشكليّة للبذور والثمار التي تساعدها على الانتقال عبر الرياح، الماء، الحيوانات، الطيور، الآلات والإنسان.
2- الطرائق الصنعيّة الحديثة، وتعتمد على الإنسان لنقل الأنواع النباتيّة وأصنافها إلى مناطق جديدة ودراسة مدى تأقلمها وإنتاجيّتها وأهمّيتها الاقتصاديّة.
كما ويهتمّ منتجو البذار بمعرفة طرق انتشارها والوقت المناسب للحصاد لتقليل الفاقد من المحصول.

## أنواع عمليات البذار

### عمليّةالبذار باليد
البذر اليدويّ أو (الزراعة) هو عمليّة صبّ حفنة من البذور على الأرض المحضّرة، عادة، يتمّ استخدام السحب أو المشط لدمج البذور في التربة. على الرغم من أنّها كثيفة العمالة لأيّ مناطق صغيرة، إلّا أنّ هذه الطريقة لا تزال تستخدم في بعض المواقف. مطلوب الممارسة للزرع بالتساوي وبالمعدّل المطلوب. يمكن استخدام آلة البذارة اليدويّة للبذر، على الرغم من أنّها أقلّ مساعدة ممّا هي عمليّة بالنسبة للبذور الأصغر من الأعشاب والبقولّيات.

### حفر البذور
في الزراعة، تزرع معظم البذور باستخدام مثقاب البذور، والذي يوفّر دقّة أكبر. تزرع البذور بالتساوي وبالمعّدل المطلوب. يضع المثقاب أيضا البذور على مسافة مقاسة أسفل التربة، بحيث تكون هناك حاجة إلى بذور أقلّ. يستخدم التصميم القياسيّ نظام قياس التغذية المخدّد، وهو حجميّ بطبيعته؛ لا يتمّ احتساب البذور الفرديّة. عادة ما تكون الصفوف متباعدة بحوالي 10-30 سم، اعتمادًا على أنواع المحاصيل وظروف النمو. يتّم استخدام العديد من أنواع فتاحة الصفوف اعتمادًا على نوع التربة والتقاليد المحليّة. غالبًا ما يتمّ رسم تدريبات الحبوب بواسطة الجرّارات، ولكن يمكن أيضًا سحبها بواسطة الخيول.

### حقل مفتوح
تشير الزراعة في الحقول المفتوحة إلى شكل البذر المستخدم تاريخيًّا في السياق الزراعيّ حيث يتمّ تحضير الحقول بشكل عامّ وتركها مفتوحة، كما يوحي الاسم، قبل أن تزرع مباشرة بالبذور. غالبًا ما تترك البذور مكشوفة على سطح التربة قبل الإنبات وبالتالي تتعّرض للمناخ والظروف السائدة مثل العواصف وما إلى ذلك.

### المعالجة المسبقة للبذور والتربة قبل البذر
تستفيد الفاكهة الاستوائيّة مثل الأفوكادو أيضًا من معالجات البذور الخاصّة (التي تمّ اختراعها خصّيصًا لتلك الفاكهة الاستوائيّة المعيّنة). تحتاج بعض البذور أوّلّا إلى معالجة قبل عمليّة البذر. قد تكون هذه المعالجة عبارة عن خدش البذور أو التقسيم الطبقيّ أو نقع البذور أو تنظيف البذور بالماء البارد (أو المتوّسط الحرارة).
يتمّ نقع البذور بشكل عامّ عن طريق وضع البذور في ماء ساخن متوسّط الحرارة لمدّة لا تقلّ عن 24 إلى 48 ساعة. ويتمّ تنظيف البذور خاصّة مع الفاكهة، حيث يمكن أن يصبح لحم الفاكهة حول البذور سريعًا عرضة للهجوم من الحشرات.  يتمّ غسل البذور عمومًا عن طريق غمر البذور المطهّرة لمدّة 20 دقيقة في ماء بدرجة حرارة 50 درجة مئويّة. يقتل هذا الماء (الساخن إلى حد ما وليس الساخن المعتدل) أيّ كائنات حيّة قد تكون على قيد الحياة على جلد البذرة. يعدّ غسل البذور بالماء عالي الحرارة أمرًا حيويًّا، خاصّة بالنسبة للفواكه الاستوائية التي تصاب بسهولة مثل الليتشي والرامبوتان.